# Jan Bark (tonsättare)

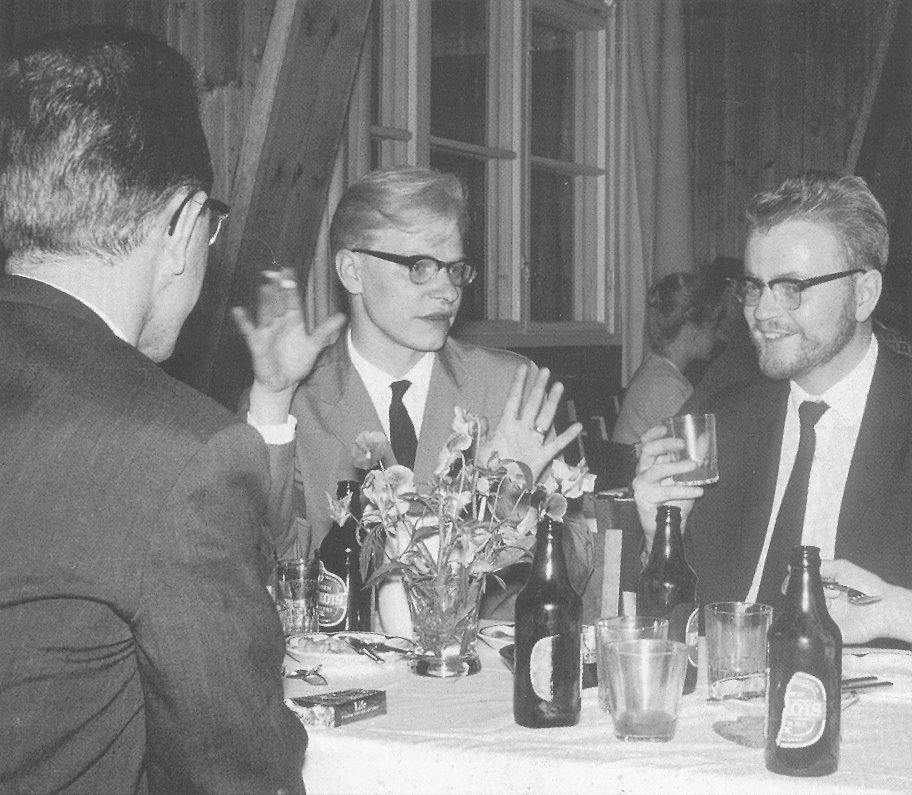
Jan Bark (till höger) med Erkki Salmenhaara i Jyväskylän kesä-festivalen år 1963.

Jan Helge Guttorm Bark, född den 19 april 1934 i Härnösand, död den 27 april 2012 i Tyresö, var en svensk tonsättare.
Bark studerade komposition vid Musikhögskolan i Stockholm för bland andra Lars-Erik Larsson, Karl-Birger Blomdahl och György Ligeti. Han valdes in som medlem i Föreningen svenska tonsättare 1965.
Bark gjorde en pionjärgärning genom att under 1960-talet i radio presentera ny spelteknik, framträda med instrumental teater och visa en satirisk såväl som kritisk udd mot musiklivets konventioner. Han framträdde ofta tillsammans med Folke Rabe.
På Statens Musikverk/Svenskt visarkiv finns Jan Barks donerade personarkiv som är fritt tillgängligt för forskning. Jan Bark är begravd på Tyresö begravningsplats.

## Filmografi
- 1953 – Marianne